# Кащенцы
Кащенцы (укр. Кащенці) — село в Белогорском районе Хмельницкой области Украины.
Население по переписи 2001 года составляло 624 человека. Почтовый индекс — 30222. Телефонный код — 3841. Занимает площадь 0,256 км². Код КОАТУУ — 6820388007.

## Местный совет
30222, Хмельницкая обл., Белогорский р-н, с. Ставищаны, ул. Центральная, 77